# Вербек, Сем
Сем Вербек (нидерл. Sem Verbeek; род. 12 апреля 1994, Амстердам) — нидерландский теннисист. Победитель одного турнира Большого шлема в смешанном парном разряде (Уимблдон-2025); и полуфиналист одного турнира Большого шлема в парном разряде (Открытый чемпионат Австралии-2025); победитель двух турниров ATP в парном разряде.

## Общая информация
Родился 12 апреля 1994 года в Амстердаме, в Нидерландах.

## Спортивная карьера
В 2016—2024 годах стал победителем одного турнира ATP, шестнадцати турниров ATP серии «челленджер» и семнадцати турниров серии «фьючерс» в парном разряде.

### 2024
В мае 2024 года в парном разряде Открытого чемпионата Франции вместе с американцем Ризом Сталдером в первом круге проиграли Срираму Баладжи и Мигелю Анхелю Рейесу Варелу со счётом 3-6, 4-6.
В конце июня в парном разряде Уимблдонского турнира с французом Роменом Арнеодо дошли до второго круга, где проиграли Марсело Аревало и Мате Павичу со счётом 4-6, 4-6.
В конце июля в паре со шведом Андре Йёранссоном стал победителем парного турнира категории ATP 250 в Ньюпорте (США), обыграв в финале американскую пару Роберт Кэш и Джеймс Трейси со счётом 6-3, 6-4.
В конце августа в парном разряде Открытого чемпионата США Вербек и Йёранссон дошли до второго круга, где проиграли итальянцам Симоне Болелли и Андреа Вавассори со счётом 3-6, 6-7(3).

### 2025
В январе 2025 года Вербек и Йёранссон дошли до полуфинала Открытого чемпионата Австралии в парном разряде, в четвертьфинале победив первых сеянных Марсело Аревало и Мате Павича со счётом 6-4, 4-6, 6-3, но в полуфинале проиграли итальянцам Симоне Болелли и Андреа Вавассори со счётом 6-2, 3-6, 4-6.
В июне впервые сыграл на турнирах Большого шлема в смешанных в парах, а в середине июля выиграл свой первый титул на этом уровне — победив на Уимблдонском турнире вместе с чешской теннисисткой Катериной Синяковой. В финале они справились с Джо Солсбери и Луизой Стефани со счётом 7-6(7-3), 7-6(7-3). Олимпийская чемпионка до этого турнира сыграла девять чемпионатов Большого шлема в этом виде и ни разу не прошла дальше второго матча.

## Рейтинг на конец года
| Год  | Одиночный рейтинг | Парный рейтинг |
| 2024 | —                 | 54             |
| 2023 | —                 | 122            |
| 2022 | 1469              | 128            |
| 2021 | 945               | 108            |
| 2020 | 859               | 145            |
| 2019 | 805               | 132            |
| 2018 | —                 | 221            |
| 2017 | 806               | 257            |
| 2016 | 1851              | 661            |

## Выступления на турнирах

### Финалы турнировATPв парном разряде (4)

#### Победы (2)
| Легенда                     |
| --------------------------- |
| Турниры Большого шлема (0)* |
| Итоговый турнир ATP (0)     |
| Мастерс (0)                 |
| АТР 500 (0+1)               |
| АТР 250 (0+1)               |

| Титулы по покрытиям | Титулы по месту проведения матчей турнира |
| ------------------- | ----------------------------------------- |
| Хард (0)*           | Зал (0)                                   |
| Грунт (0+1)         | Зал (0)                                   |
| Трава (0+1)         | Открытый воздух (0+2)                     |
| Ковёр (0)           | Открытый воздух (0+2)                     |

* количество побед в одиночном разряде + количество побед в парном разряде.
| №  | Дата           | Турнир           | Покрытие | Партнёр         | Соперники в финале       | Счёт    |
| 1. | 21 июля 2024   | Ньюпорт, США     | Трава    | Андре Йёранссон | Роберт Кэш Джеймс Трейси | 6-3 6-4 |
| 2. | 20 апреля 2025 | Мюнхен, Германия | Грунт    | Андре Йёранссон | Кевин Кравиц Тим Пюц     | 6-4 6-4 |

#### Поражения (2)
| №  | Дата         | Турнир                  | Покрытие | Партнёр         | Соперники в финале               | Счёт            |
| 1. | 24 июля 2021 | Кабо-Сан-Лукас, Мексика | Хард     | Хантер Риз      | Джон Изнер Ханс Хач Вердуго      | 7-5 2-6 [4-10]  |
| 2. | 28 июля 2024 | Атланта, США            | Хард     | Андре Йёранссон | Натаниэль Ламмонс Джексон Уитроу | 6-4 4-6 [10-12] |